# Operação Catilinárias
Operação Catilinárias foi uma operação a pedido da Procuradoria-Geral da República e executada pela Polícia Federal (PF) deflagrada em 15 de dezembro de 2015 a partir de provas obtidas na Operação Lava Jato. A operação traz o nome de uma série de quatro discursos do cônsul romano Marco Túlio Cícero contra o senador Catilina.

## Sobre a Operação
A Polícia Federal (PF) deflagrou a operação Catilinárias em conjunto com o Ministério Público Federal (MPF) para cumprir 53 mandados de busca e apreensão expedidos pelo Supremo Tribunal Federal (STF), referente a sete processos instaurados a partir de provas obtidas na Operação Lava Jato. Os mandados foram cumpridos no Distrito Federal e nos estados do Rio de Janeiro, São Paulo, Pará, Pernambuco, Alagoas, Ceará e Rio Grande do Norte.

## Trecho do discurso Catilinárias
"Até quando, Catilina, abusarás da nossa paciência?
Por quanto tempo a tua loucura há de zombar de nós?
A que extremos se há de precipitar a tua desenfreada audácia?
Nem a guarda do Palatino, nem a ronda noturna da cidade,
nem o temor do povo, nem a afluência de todos os homens de bem,
nem este local tão bem protegido para a reunião do Senado,
nem a expressão do voto destas pessoas, nada disto conseguiu perturbar-te?
Não te dás conta que os teus planos foram descobertos?
Não vês que a tua conspiração a têm já dominada todos estes que a conhecem?
Quem, dentre nós, pensas tu que ignora o que fizeste na noite passada e na precedente, onde estiveste, com quem te encontraste, que decisão tomaste?
Oh tempos, oh costumes!" 

## Alvos da Operação
Os alvos da operação da PF são o então presidente da Câmara dos Deputados, Eduardo Cunha (PMDB), o então ministro do Turismo e ex-presidente da Câmara dos deputados Henrique Alves (PMDB), o então ministro da Ciência, Tecnologia e Inovação Celso Pansera (PMDB). Também foram alvo da operação o deputado federal Aníbal Gomes (PMDB); o senador e ex-ministro de Minas e Energia Edison Lobão (PMDB); e o senador Fernando Bezerra Coelho (PSB), em Petrolina, além da chefe de gabinete de Cunha, Denise Santos; e do ex-vice-presidente de Fundos de Governo e Loterias da Caixa, Fábio Ferreira Cleto, exonerado.

## Apreensão
A PF apreendeu na operação um total de R$ 170 mil na loja Grillo's, na Imbiribeira, Zona Sul do Recife, durante o cumprimento de mandados de buscas da Operação Lava Jato; documentos no Recife, em Brejão, no Agreste, e em Petrolina, no Sertão; e discos rígidos de computadores. O material seria encaminhado ao Recife e depois, a Brasília.